# Грибов (Њемачка)
Грибов (њем. Gribow) општина је у њемачкој савезној држави Мекленбург-Западна Померанија. Једно је од 89 општинских средишта округа Остфорпомерн. Посједује регионалну шифру (AGS) 13059023.

## Географски и демографски подаци
Општина се налази на надморској висини од 19 метара. Површина општине износи 8,2 km². У самом мјесту је, према процјени из 2010. године, живјело 193 становника. Просјечна густина становништва износи 24 становника/km².